# Témoins de Jéhovah

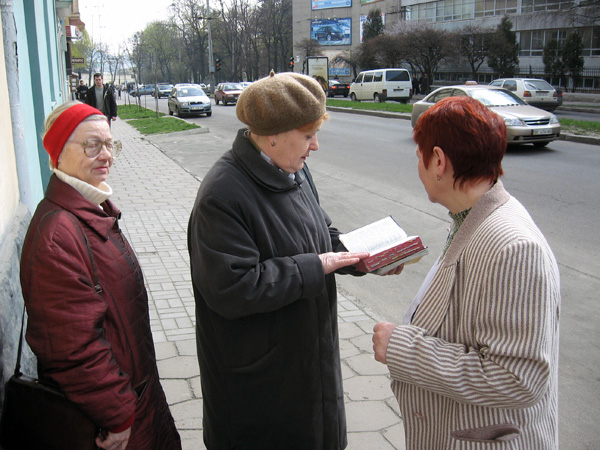
Activité de prédication en Ukraine.

Les Témoins de Jéhovah forment un mouvement prémillénariste et restaurationniste se réclamant du christianisme. Ils sont issus d'un groupe né aux États-Unis dans les années 1870, connu sous le nom d'Étudiants de la Bible.
Les Témoins de Jéhovah sont connus principalement pour leur prédication qu'ils effectuent en porte-à-porte et dans les lieux publics. De tendance prémillénariste, ils annoncent, depuis les années 1870, l'intervention imminente de Dieu dans les affaires humaines lors de la bataille d'Armageddon, et se donnent pour objectif de faire connaître Dieu ainsi que les bienfaits qu'apporterait le Royaume de Dieu sur Terre. Selon leur doctrine, Jéhovah est le nom personnel de Dieu, et leur mission est de faire connaître ce nom. Ils sont restaurationnistes, c'est-à-dire qu'ils croient que Dieu a restauré le véritable christianisme par leur intermédiaire. De ce fait, ils sont très critiques envers les autres religions qui, pour eux, font partie de « Babylone la Grande ». Ils se veulent aussi politiquement neutres et refusent d'accomplir un service militaire.
En 2020, le mouvement revendique près de 8,42 millions de membres actifs dans le monde entier. Par ailleurs, plus de 17,84 millions de personnes, pratiquants et sympathisants confondus, ont assisté à leur célébration annuelle, le « Mémorial de la mort du Christ ». La direction du mouvement est exercée par le Collège central, garant de l'ordre théocratique et de l'enseignement. Il fait éditer à cet effet par la société Watchtower de nombreuses publications, telles que les revues La Tour de garde et Réveillez-vous !
Les Témoins de Jéhovah sont régulièrement accusés d'être une secte, dans le sens d'organisation à dérives sectaires, par les associations anti-sectes et les médias. Ils sont l'objet de controverses autour de leur refus des transfusions sanguines, même lorsqu'un pronostic vital est engagé, de leur isolement social, de leur politique d'exclusion et de leur gestion des affaires de pédo-criminalité en interne.

## Histoire

### Création du mouvement par Russell

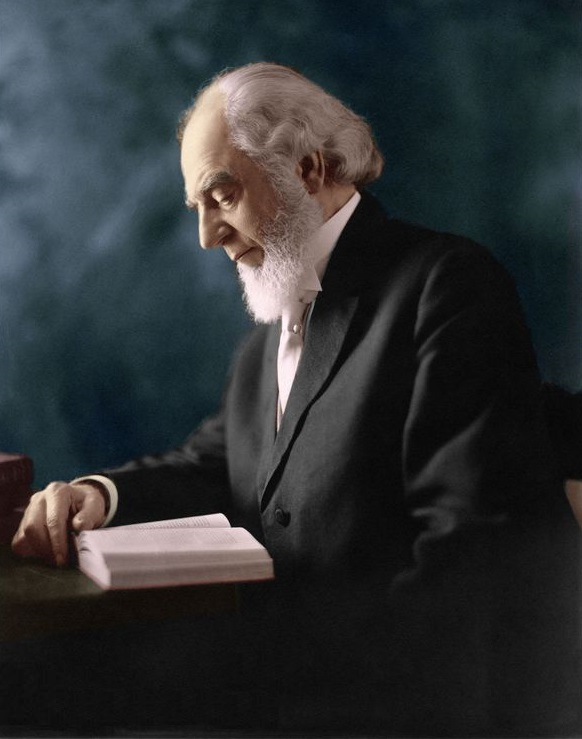
Charles Russell en 1911.

Les Témoins de Jéhovah sont issus d'un mouvement connu sous le nom d'« Étudiants de la Bible », qui a lentement pris forme à partir des années 1870 sous l'impulsion de Charles Taze Russell. Celui-ci est d'abord influencé par le prêcheur adventiste Jonas Wendell, qui ravive sa foi perdue. Ensuite, il entre en contact avec les idées de George Storrs, qui devient l'un de ses principaux maîtres, puis (en 1876) avec Nelson Barbour, un prêcheur adventiste indépendant. De ce dernier, Russell reprend les théories annonçant la fin des temps : le Christ est de retour de façon invisible depuis 1874,, et la destruction de toutes les institutions de ce monde, suivie de l'établissement du Royaume de Dieu, est prévue pour 1914,,,.
En 1879, à la suite de différends éditoriaux avec Barbour, Russell commence à publier son propre mensuel : la Watch Tower (La Tour de garde). En 1881, il fonde sa propre société d'édition, la Watch Tower Society, pour diffuser sa doctrine. En plus de La Tour de garde, celle-ci édite entre 1886 et 1904 une série de six livres intitulés L'Aurore du Millénium, qui seront rebaptisés Études des Écritures en 1904,.
Se basant sur les calculs de Barbour, la Watch Tower annonce entre décembre 1880 et mai 1881 que les Étudiants de la Bible pourraient être enlevés au ciel en octobre,,. Avant la date fatidique, Russell commence toutefois à nuancer ses propos. S'ensuit une rupture avec deux de ses principaux collaborateurs : Jones et Paton, qui fondent des publications concurrentes et entraînent avec eux une partie des lecteurs de La Tour de Garde. D'autres conflits éclatent ensuite. En 1894, des critiques internes au mouvement accusent Russell d'être impudique et d'accaparer les biens de ses fidèles. Pour contrer cette révolte, Maria, sa femme, élabore la doctrine de l' « Esclave fidèle et avisé » , attribuant à son mari ce rôle d'une parabole de Jésus, et légitimant ainsi son autorité spirituelle. Pourtant, en 1897, elle quitte le foyer conjugal à la suite d'un conflit avec son mari. Après de nombreux rebondissements, la séparation de corps est décidée par le tribunal en 1906. Entre 1908 et 1911, une controverse éclate encore sur des points de doctrines. En 1911, le journal The Brooklyn Daily Eagle accuse Russell d'escroquerie à la suite de la vente d'un « blé miraculeux », vendu par ce dernier bien plus cher que le blé normal. Une caricature publiée par ce journal conduit Russell à le poursuivre en justice jusque devant la Cour suprême de New York, mais il perd son procès en 1915.
Malgré ces conflits, le zèle de Russell reste intact tout au long de sa carrière. En 1881, il lance un appel pour trouver 1000 évangélisateurs. En 1903, il décide de publier ses sermons dans les journaux et arrive quelques années plus tard, à le faire dans un maximum de 2024 journaux dans cinq pays anglophones. Il fait de nombreux voyages dans le but de prononcer des discours. Il loue d'abord un wagon, puis un train entier. Déplaçant jusqu'à 240 personnes, il fait le tour du monde entre 1911 et 1912. En 1914, il fait réaliser le « Photo-Drame de la création », une projection de diapositives synchronisées manuellement avec des enregistrements phonographiques, qui attirent plus de 10 millions de spectateurs dans les premières années de la Première Guerre mondiale.
En 1914, le groupe des Étudiants de la Bible dépasse les 13 000 membres, sans compter les sympathisants. Cette année-là, Russell interprète le déclenchement de la Première Guerre mondiale comme étant le début de l'accomplissement des prédictions. Il annonce alors Harmaguédon pour 1918, mais décède deux ans avant, en 1916. Sa mort laisse ses disciples dans le désarroi,.

### Restructurations sous Rutherford

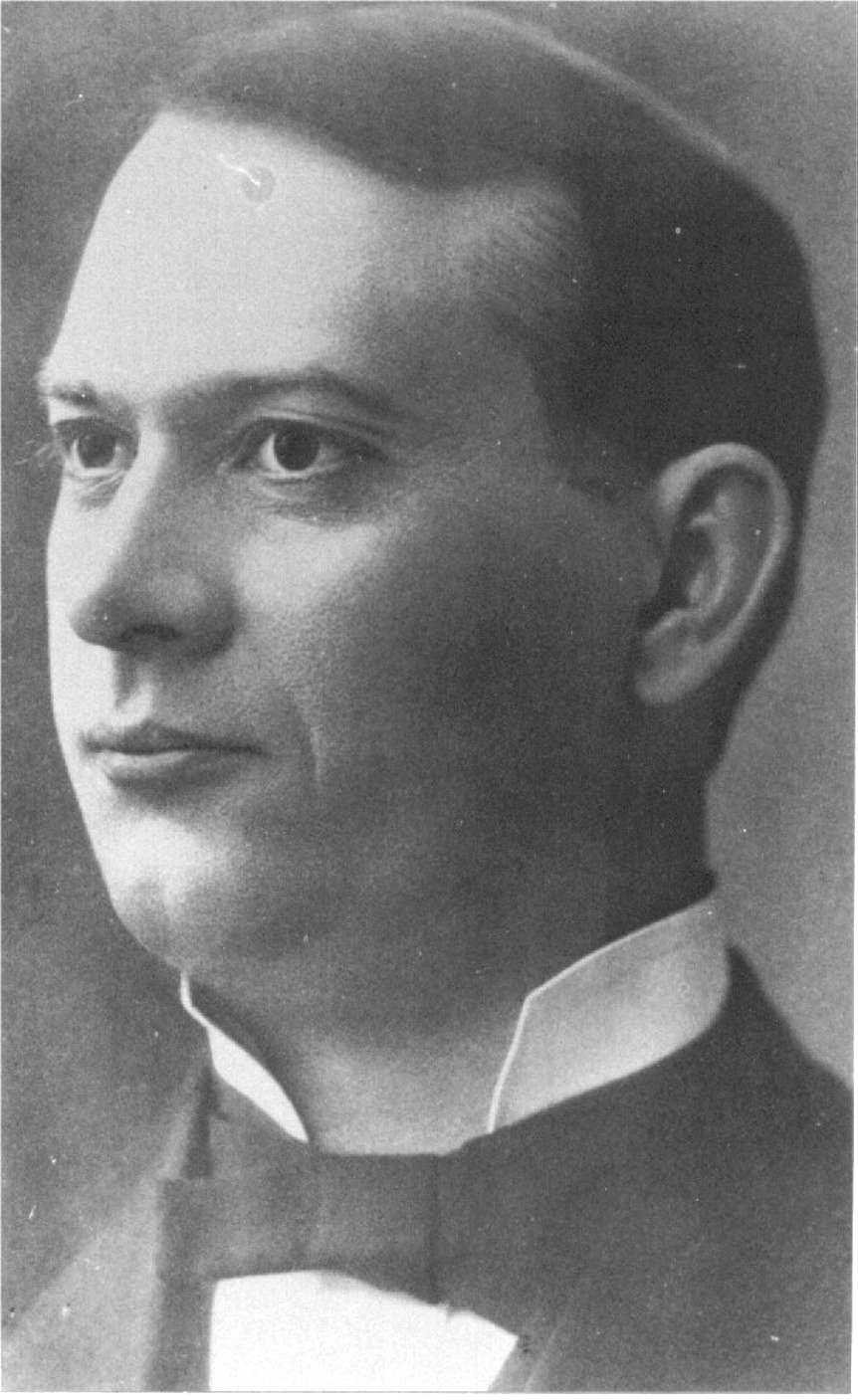
Joseph Franklin Rutherford en 1917.

En janvier 1917, Joseph Franklin Rutherford est élu en tant que nouveau président de la Watch Tower Bible and Tract Society. Dès le début de sa présidence, il doit faire face à une crise de succession initiée par Johnson, un proche collaborateur de Russell, et par quatre autres directeurs de la Société. Le conflit devient public le jour de l'annonce par Rutherford de la publication d'un livre intitulé Le Mystère accompli, qu'il présente comme le septième volume posthume des Études des Écritures de Russell,. Rutherford démet de leurs fonctions les quatre directeurs et expulse aussi Johnson des quartiers généraux. Les contestataires tentent de faire nommer Menta Sturgeon, ancien secrétaire de Russell, à la place de Rutherford lors de l'élection de janvier 1918, mais leur tentative échoue, ce qui entraîne un schisme.
Dans le nouveau livre Le Mystère accompli, diffusé notamment au Canada et aux États-Unis, le mouvement condamne le patriotisme et le militarisme alors que la Première Guerre mondiale fait rage,. La répression ne se fait pas attendre. En janvier 1918, la diffusion du livre est interdite au Canada. Le 8 mai 1918, Rutherford et sept des dirigeants du mouvement sont incarcérés. Ils ne sont libérés qu'après le retour de la paix, soit le 25 mars 1919, et les poursuites sont finalement abandonnées en 1920.
À peine libéré, Rutherford entame une réorganisation complète du mouvement. Il centralise l'autorité en transformant, en à peine treize ans, les églises ou ecclésias indépendantes en congrégations sous les ordres de la société Watchtower, et fait de la diffusion de son message l'activité principale des ecclésias. En 1919, à l'occasion de la publication d'un nouveau périodique nommé le Golden Age (L’âge d'or), Rutherford met en place dans chaque ecclésia un représentant de la société Watchtower, chargé de superviser sa diffusion de porte-à-porte. Petit à petit, ce représentant va superviser les nouvelles activités réclamées par Rutherford,. À partir de 1920, les ecclesias doivent couvrir un territoire donné et les fidèles doivent remettre un rapport d'activité. En 1932, Rutherford modifie l'élection locale des dirigeants : les nouveaux élus doivent être approuvés par lui avant d'être nommés. Toutefois, ce n'est qu'en 1938 que tout vestige de démocratie est aboli et que le mouvement est appelé une « théocratie » (l'ensemble de l'organisation est officiellement dirigée par Jésus-Christ, mais dans la pratique Rutherford est le seul dirigeant visible),.
Le livre de 1917, Le Mystère Accompli, annonce la destruction des religions pour 1918, suivie d'une période d'anarchie généralisée pour 1920. En 1920, la brochure Des millions de personnes actuellement vivantes ne mourront jamais met en avant, comme cela avait été déjà fait en 1917, la résurrection des prophètes comme Abraham, Isaac et Jacob, ainsi que le début du millénium pour 1925,,,. Ce livre est traduit en onze langues et devient rapidement un best-seller, ce qui marque le début d'une importante campagne de prosélytisme. Toutefois, l'année 1925 passe sans que les évènements annoncés se produisent.
La doctrine du mouvement subit des changements encore plus radicaux, Rutherford s’efforçant d'effacer progressivement le souvenir de Russell et de ses enseignements. Ainsi, les années 1874-1914, qui représentent pour Russell la transition entre le présent monde et le millénium, ne sont désormais considérées que comme un temps de préparation, ravalant ainsi le Pasteur au rang d'un simple précurseur du Juge. En plus de cela, Rutherford défend une interprétation de la Bible qui contribue à couper ses fidèles des autres chrétiens et de leur environnement. Durant sa présidence, il interdit de nombreuses pratiques : la célébration de Noël (1928), les anniversaires, la fête des Mères, le salut au drapeau et les vaccinations (mesure abolie par son successeur). De plus, toute participation à la vie politique est prohibée. En 1931, le mouvement prend le nom de « Témoins de Jéhovah » pour se démarquer des autres « Étudiants de la Bible »,. Il se démarque encore un peu plus du reste de la chrétienté lorsqu'en 1936, la croix est considérée comme un symbole païen, Rutherford déclarant alors que Jésus est mort sur un poteau. L'important travail de restructuration du mouvement, la non-réalisation des prophéties et le durcissement de la doctrine, donnent lieu à de multiples schismes avec des Étudiants de la Bible restés plus fidèles aux enseignements de Russell,.
Tout au long de sa présidence, Rutherford est critiqué pour son mode de vie. En pleine crise des années 1920, il possède deux Cadillac et de nombreux logements luxueux, dont une villa du nom de « Beth Sarim », ce qui fait contraste avec le mode de vie de sacrifices encouragé chez les fidèles,. Walter Salter, le responsable de la filiale canadienne lui en fait le reproche ainsi que l'avocat du mouvement Olin R. Moyle. Ces derniers, ainsi que d'autres Témoins de Jéhovah, lui reprochent en outre ce qu'ils considèrent comme une consommation excessive de boissons alcoolisées.

### Sous le régime nazi
En 1933, avec l'arrivée des nazis au pouvoir, les Témoins de Jéhovah sont interdits en Allemagne. Pour faire lever cette interdiction, ils envoient une « déclaration de faits », rédigée tant par les dirigeants américains qu'allemands, au chancelier du Reich Adolf Hitler,. Pour l'historien James Penton, cette déclaration est ouvertement « antisémite » et s'accompagne d'une lettre « flagorneuse » directement adressée à Hitler. Vivien Perrec précise que cette lettre, si elle est très connue par l'historiographie externe au mouvement des Témoins de Jéhovah, est en revanche passée sous silence par l'organisation. Cette tentative de conciliation est un échec, et durant les années qui suivent, les persécutions envers les Bibelforscher prennent différentes formes : interdictions, arrestations, internements, emprisonnements et déportations. Les Témoins de Jéhovah allemands sont au nombre d'environ 20 000 en 1933. Avant la fin de la Seconde Guerre mondiale en 1945, 6 262 d'entre eux sont arrêtés et, sur ce nombre, 2 074 sont envoyés dans des camps de concentration,,. Parmi les Témoins de Jéhovah allemands, environ 1 200 perdent la vie dans les camps, dont 250 par exécution.
En cette période de montée des nationalismes, puis de guerre mondiale, l'antipatriotisme des Témoins de Jéhovah leur vaut d'être réprimés non seulement dans les pays de l'Axe, mais également, dans une autre mesure, dans les pays alliés,,.

### Organisation et accroissement sous Knorr
Lorsque Rutherford décède en 1942, il est remplacé à la tête de l'organisation par deux hommes qui se partagent les fonctions principales : le président Nathan Knorr, qui s'occupe de l'organisation et du prosélytisme, et Frederick Franz, l'écrivain et idéologue. Knorr met en place de nouveaux moyens de formation pour améliorer l'efficacité de la prédication. Il fonde à cet effet l'« École de Guiléad », où sont formés les missionnaires qui sont envoyés dans le monde entier. Puis il réorganise les congrégations dans ce même but, instaurant des « écoles du ministère théocratique » pour y entraîner les prédicateurs à l'art de convaincre. Les résultats sont importants : durant la présidence de Knorr, entre 1942 et 1977, le nombre de Témoins passe de 108 000 à plus de 2 millions.
Dès le début de sa présidence, Knorr décide que toute la littérature de la société Watchtower sera publiée anonymement, mettant ainsi en avant l' « Organisation de Jéhovah » plutôt que des hommes. Cette logique est appliquée lorsqu'en 1961, elle publie pour la première fois sa propre version complète de la Bible :  La Bible : Traduction du monde nouveau. Dès sa parution, cette traduction suscite la polémique, étant considérée comme biaisée par nombre de spécialistes.
À partir de 1952, le mouvement interdit les transfusions sanguines, mais accepte les vaccinations. Les principes d'exclusion (renommée plus tard « excommunication ») sont précisés dès 1967.

### La crise de 1975 et ses conséquences
En 1966, l'organisation, qui a toujours enseigné l'imminence de Armageddon, se risque à nouveau à annoncer une date : 1975,,. La ferveur des fidèles redouble, amenant un prosélytisme accru. Ainsi, le nombre de baptêmes, qui stagne entre 1960 et 1966 autour d'une moyenne de 65 153 par an, ne cesse de croître ensuite, passant de 58 904 en 1966 à 295 073 en 1975.
Après 1975, il faut bien constater qu'Armageddon n'est pas arrivé comme prévu. L'échec de cette prédiction amène une nouvelle crise, qui est amplifiée d'une part par une tentative du Collège central de régenter la vie sexuelle des couples mariés, d'autre part par l'interdiction de consommer du tabac. Sur un total de plus de 2 millions de Témoins de Jéhovah, 551 000 quittent le mouvement entre 1975 et 1979, alors qu'ils n'étaient que 95 000 à le faire en 1973-1974,.
Cette crise touche également les instances dirigeantes. Une réforme interne donne en 1976 l'essentiel des pouvoirs au Collège central, le président n'ayant plus qu'un rôle administratif sur la société Watchtower, elle-même ramenée à son rôle d'entité commerciale. Quand Knorr meurt en 1977, Frederick Franz lui succède avec un pouvoir limité. C'est dans ce contexte que Raymond Franz, neveu du président et lui-même membre du Collège central, se trouve en désaccord avec une partie de l'enseignement et des pratiques de ses coreligionnaires, et démissionne avant d'être exclu en 1981,. Raymond Franz écrit par la suite deux livres décrivant les rouages internes du Collège central et ses dérives : Crise de Conscience et À la recherche de la liberté chrétienne.

### Histoire récente
En 1986, le mouvement met en rapport la proclamation cette année-là par l'ONU de l'« année internationale de la paix » avec le texte de 1 Thessaloniciens 5 : 2, 3 prédisant « une destruction soudaine » à ceux qui diront « paix et sécurité ». En 1992, ils s'affilient pourtant secrètement en tant qu'ONG à cette organisation. En 2001, lorsque l'affaire est rendue publique par le journal anglais The Guardian, les dirigeants Témoins de Jéhovah demandent immédiatement leur désaffectation, ce qui leur vaut d'être qualifiés d'hypocrites par le journal.
En 1995, ils abandonnent l'idée que bon nombre de ceux qui étaient nés avant 1914 verraient nécessairement la guerre d'Armageddon de leur vivant. Le mouvement continue toutefois de présenter cet évènement comme étant très proche,.
En 2000, le Collège central se sépare de la gestion matérielle de l'organisation. Ses membres démissionnent de leur position au sein des conseils d'administration des différentes entités juridiques internationales, pour se consacrer en priorité à l'enseignement religieux. Ils continuent néanmoins d'être consultés sur les projets du mouvement.
En 2004, alors que la valeur de l'immobilier flambe à New York, les témoins de Jéhovah commencent à déménager leur siège mondial de Brooklyn. Entre 2004 et 2018, ils y vendent une trentaine de propriétés, pour un total de près de 2,2 milliards de dollars. En 2009, ils achètent un terrain à Warwick pour y reloger leur siège mondial. Le coût de construction du nouveau siège est estimé à 11,5 millions de dollars.
En avril 2017, la Cour suprême de la fédération de Russie interdit les Témoins de Jéhovah pour extrémisme, ordonnant la fermeture de la filiale du pays et la dissolution de toutes les associations locales. Le mouvement, qui compte alors 175 000 adeptes en Russie, est accusé de détruire les familles, de promouvoir la haine et de représenter un danger pour la vie humaine. Cette interdiction est largement condamnée en Europe et aux États-Unis. À la suite de cette interdiction, des Témoins de Jéhovah sont condamnés et emprisonnés en Russie. D'après Human Rights Without Frontiers (HRWF), la persécution s'est aggravée en 2024 avec des peines plus sévères à l'encontre des Témoins de Jéhovah .
En mars 2020, lors de la pandémie du Covid-19, les réunions se sont déroulées en visioconférence et l’évangélisation s’est faite par courrier postal, téléphone ou courrier électronique.
En 2021, le collège central a pris position en faveur de la vaccination anti Covid-19, tout d’abord en disant que les vaccins disponibles en Europe ne contenaient pas de sang, puis en indiquant que plus de 90% des personnes travaillant au siège mondial et dans les filiales étaient vaccinées.
En avril 2022, les réunions ont repris dans les salles du Royaume. Elles ont été organisées dans un format hybride : en présence et en visioconférence.
En 2023, les formations pour les anciens et les pionniers se font uniquement en présentiel et ne sont pas autorisées aux personnes non vaccinées contre la Covid-19. La pression du collège central des Témoins de Jéhovah pour se faire vacciner contre la Covid-19 a suscité de nombreuses divisions au sein des assemblées,. Depuis octobre 2023, les Témoins de Jéhovah ne sont plus contraints à rapporter leur prédication, mais seulement dire s'ils ont prêché au cours du mois ou pas. Cette mesure ne concerne pas les pionniers qui continuent à rendre un rapport d'activité mensuel.

## Organisation

### Structure organisationnelle

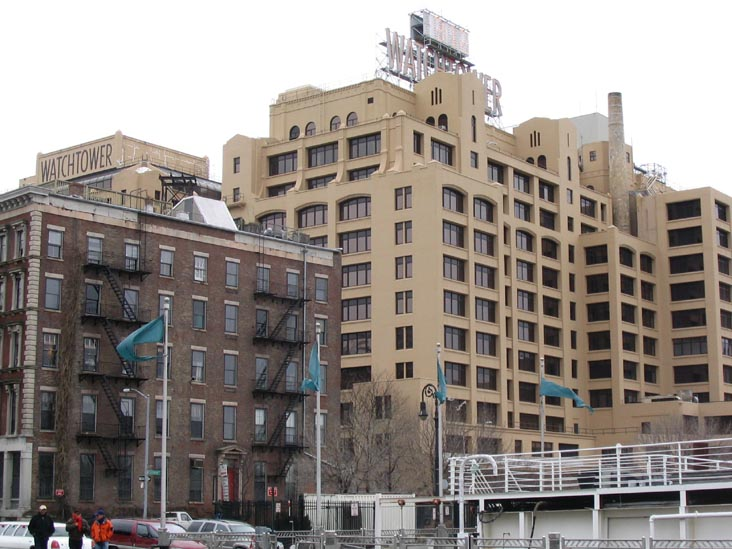
Ancien siège mondial de la société Watchtower, appelé « béthel » (Brooklyn - New York)

La direction spirituelle des Témoins de Jéhovah est exercée par un directoire d'hommes âgés, nommé le Collège central, seul compétent pour définir la doctrine. C'est de là que sont pilotés le fonctionnement, l’enseignement et les nominations des responsables.
Le monde est divisé en « zones », qui rassemblent plusieurs filiales. Une filiale, appelée aussi « béthel », est animée par un comité composé de trois à sept membres. Elle est chargée d'organiser l'activité des Témoins dans le pays où elle se trouve et parfois dans certains pays limitrophes. Son champ d'action est lui-même subdivisé en un ensemble de territoires appelés « districts », qui sont eux-mêmes subdivisés en « circonscriptions ».
En 2009, la société Watchtower dénombrait 118 filiales. Toutefois, des regroupements ont fait chuter ce chiffre à 87 en 2020.
Envoyé par la filiale, un «responsable de circonscription» visite, deux fois par an, des groupes d'une vingtaine de congrégations. Les membres de chaque congrégation, dont le nombre peut parfois dépasser la centaine, sont sous la responsabilité d'un « collège d'anciens ». Ce dernier est responsable d'organiser les réunions et la prédication, de conduire les « comités judiciaires » et de gérer les finances de la congrégation.
Dans les congrégations, les assistants ministériels secondent les anciens dans leurs tâches d'enseignement et de gestion matérielle. Ils peuvent diriger des parties subalternes des réunions et aussi gérer des activités sans responsabilités lourdes, comme la sonorisation et l'approvisionnement en revues.
Parallèlement à cette hiérarchie, des fonctions spéciales d'évangélisateurs existent. Elles sont accessibles également aux femmes. Le siège mondial envoie aussi des missionnaires, seuls ou en couple, dans les pays qui manquent de Témoins. Au niveau local, des pionniers s'engagent à « prêcher », c'est-à-dire tenter de convaincre autrui du bien-fondé de leurs croyances, durant un certain nombre d'heures par mois. Selon le Nouvel Observateur, l'apprentissage du démarchage, qui est régi par le protocole imaginé par la Watchtower, est « une vraie préparation commerciale ». En 1984, un pionnier spécial devait faire 120 heures de « prédication » par mois, un pionnier permanent 90, et un pionnier auxiliaire 60 heures. Cela a baissé au cours des années. En 2018, un pionnier spécial doit toujours faire 120 heures, mais un pionnier permanent ne doit plus en faire que 70 et un pionnier auxiliaire 50. Ce dernier a même la possibilité de voir ce nombre d'heures réduits jusqu'à 30 au cours de certains mois, notamment lors des visites du surveillant de circonscription et le mois du mémorial. Le but de cette démarche est d'encourager plus de fidèles à opter pour ces formes de services.
qui voit actuellement les Témoins de Jéhovah aborder désormais les gens sur les lieux publics.

### Effectifs
- Plus de 500 000 proclamateurs.
- Plus de 100 000 proclamateurs.
- Proclamation interdite.

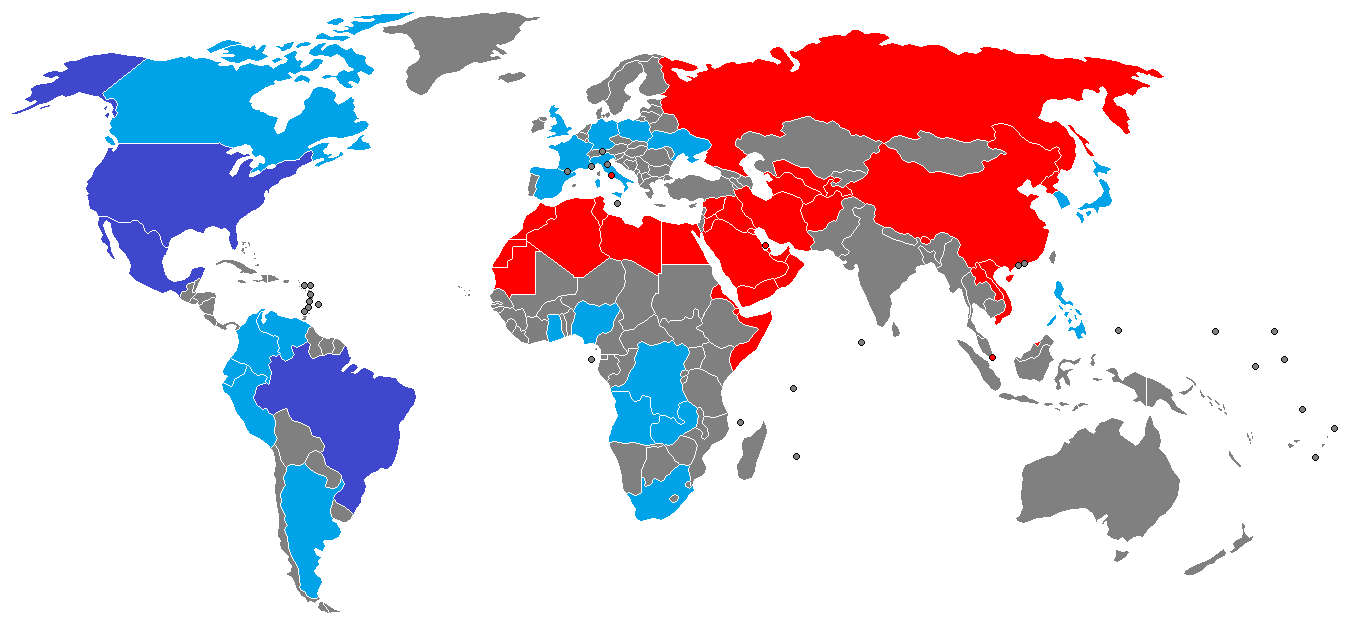
Présence des Témoins de Jéhovah dans le monde en 2017 :
Plus de 500000 proclamateurs.
Plus de 100000 proclamateurs.
Proclamation interdite.

Nombre de « proclamateurs » depuis 1970,

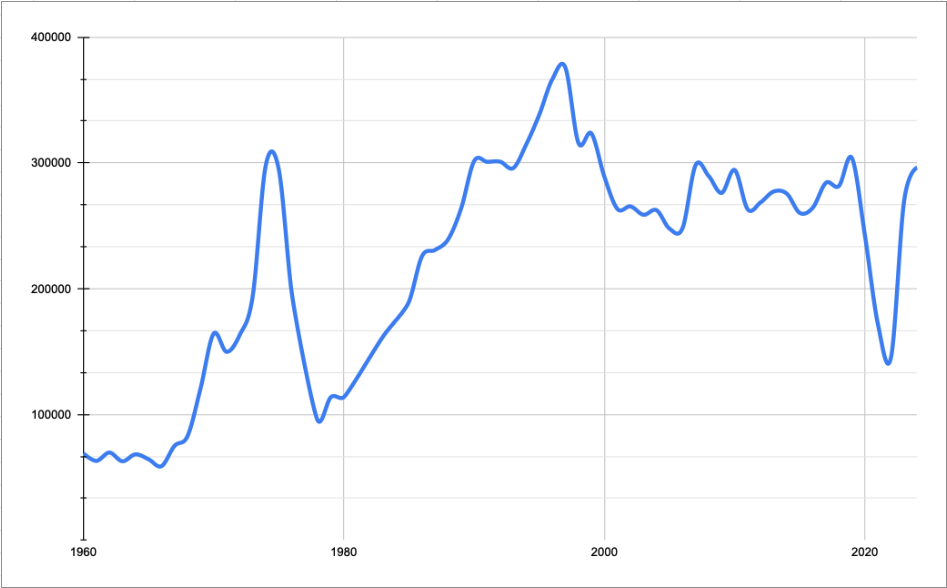
Nombre de baptêmes annuels depuis 1960,

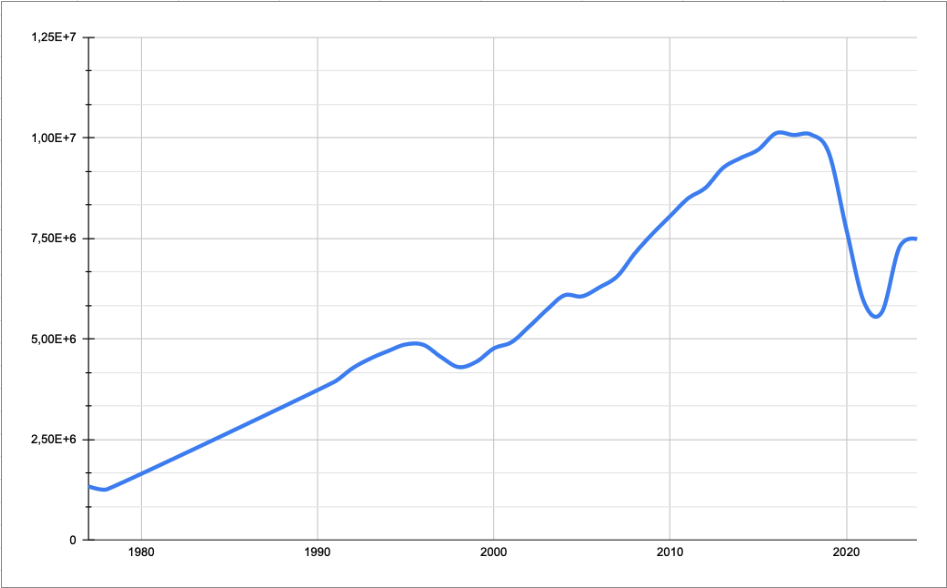
Nombre de « cours bibliques » depuis 1975

La société Watchtower utilise plusieurs statistiques pour rendre compte du nombre de ses membres. Le nombre de « proclamateurs » rend compte de ceux qui rendent un rapport d'activité de porte-à-porte. Ils étaient 8 424 185 dans le monde en 2020. L'assistance à la commémoration de la mort du Christ, leur célébration annuelle, est également un indicateur important. En 2020, plus de 17,84 millions de personnes, pratiquants et sympathisants confondus, y assistaient.
À quelques exceptions près, les Témoins de Jéhovah sont présents dans le monde entier. Parmi les pays qui comptent le plus de Témoins de Jéhovah, les États-Unis d'Amérique dépassent les 1,2 million de « proclamateurs ». Suivent le Brésil et le Mexique, qui en comptent chacun plus de 800 000. En tout, 24 pays en rassemblent plus de 100 000, dont la France, le Canada et la République démocratique du Congo,.
Les statistiques fournies par la société Watchtower indiquent que depuis 1998, le nombre annuel de baptêmes s'est stabilisé à environ 300 000, pour un accroissement d'environ 150 000 nouveaux fidèles par année.

### Aspects financiers
La société Watchtower dispose de revenus financiers assurés principalement par les dons des fidèles. Une partie de la somme récoltée dans chaque congrégation est généralement reversée à la filiale locale. De plus, chaque fidèle peut aussi faire des dons en espèces ou en nature directement à la filiale locale, sans passer par la congrégation.
En 2001, la société Watchtower était classée parmi les 40 sociétés générant le plus haut revenu à New York, atteignant les 951 millions de dollars de recettes annuelles. Cette même année, elle annonce avoir dépensé « plus de 70,9 millions de dollars pour permettre aux pionniers spéciaux, aux missionnaires et aux surveillants itinérants d’accomplir leur ministère ». Selon certaines estimations, la fortune totale de la société Watchtower s'élève bien au-delà d'un milliard de dollars, et est surtout constituée de biens immobiliers. Cette puissance financière n'est que rarement destinée à des œuvres sociales ou humanitaires, mais est principalement réinvestie dans le prosélytisme.

## Doctrine

### Importance de la Bible
Les Témoins de Jéhovah se revendiquent comme un mouvement chrétien dont les dogmes et les croyances sont fondés sur leur réécriture de la Bible qu'ils considèrent comme la parole inspirée de Dieu et dont ils ne retiennent que les 66 livres figurant dans le canon protestant. Leur interprétation est considérée par eux comme intégralement véridique. Elle est donc selon eux scientifiquement et historiquement exacte et digne de foi. De plus, ils considèrent qu'elle a déjà prédit l'avenir, notamment des événements pour notre époque, principalement dans le livre de l'Apocalypse (ou « Révélation »).
Dans les faits, le contenu de la doctrine, que les Témoins de Jéhovah nomment « la vérité », vient de l'enseignement du Collège central. Ce dernier dispense une interprétation plutôt littérale de la Bible, mêlée de commentaires allégoriques concernant principalement (mais pas exclusivement) les livres de Daniel et de la Révélation (Apocalypse). Le mouvement prétend qu'il est impossible de comprendre pleinement la Bible sans recourir à son aide,. Qu'elles soient littérales ou non, le mouvement présente indistinctement ses interprétations comme étant « bibliques » ou « basées sur les Écritures », même lorsqu'elles sont « spécifiques aux Témoins ». Ainsi, des affirmations chronologiques, qui ont dû être révisées ou annulées par la suite, comme les prédictions pour l'année 1925, l'entrée de l'humanité dans « les derniers jours » en 1799, ou le début d'une « présence invisible » du Christ depuis 1874, furent présentées comme étant « incontestables », « d’origine divine » ou « clairement indiquées dans les Écritures »,. Chaque Témoin de Jéhovah est encouragé à lire et à étudier la « Traduction du monde nouveau », sachant qu’aucun n'est autorisé à dévier de cette traduction sous peine d'être accusé d'apostasie et d'être excommunié,.

### Jéhovah, Dieu et la création

Le Tétragramme

Les Témoins de Jéhovah croient en un Dieu unique, qu'ils adorent sous le nom de Jéhovah, une forme latine médiévale du tétragramme « YHWH ». Ils récusent le dogme de la Trinité, commun aux chrétiens, qui n'est selon eux pas biblique. Pour eux, l'Esprit Saint dont parlent les Écritures est la force agissante de Dieu, et non une personne. Selon leur doctrine, Jésus-Christ a préexisté avant de venir sur Terre. Il est l'archange Michel, le seul ange qui a été créé directement par Dieu. C'est en ce sens qu'ils comprennent son titre de fils de Dieu. Il a ensuite participé à la création de toutes les autres créatures.
Selon la doctrine, Satan est à l'origine un ange créé parfait par Jéhovah, mais qui se serait rebellé par la suite. S'appuyant sur le récit de la création contenu dans la Genèse, les Témoins de Jéhovah croient que les premiers humains Adam et Ève ont été créés parfaits et placés dans le paradis terrestre par Jéhovah. Ils lui ont ensuite désobéi, tentés par Satan déguisé sous la forme d'un serpent. C'est depuis ce péché originel que l'homme est mortel.

### Salut et vie après la mort
Pour les Témoins de Jéhovah, la croyance en l'immortalité de l'âme est contraire aux Saintes Écritures. Selon eux, rien ne survit à la mort de l'individu. Il n'existe donc pas d'enfer où les âmes subissent une damnation éternelle. Les Témoins de Jéhovah croient néanmoins à la résurrection future tant des justes que des injustes. Pour les plus impénitents, la géhenne dont il est question dans la plupart des Bibles représente simplement une destruction définitive, une mort sans résurrection possible,.
À la suite de la faute d'Adam, Jéhovah aurait prévu un plan de salut pour l'homme. Il aurait envoyé Jésus son fils, qui est né de la Vierge Marie en tant qu'homme parfait, afin d'enseigner aux hommes la vérité sur Dieu et leur montrer la voie à suivre pour obtenir la vie éternelle. Jésus aurait donné sa vie en rançon pour racheter la faute d'Adam, suivant la loi du talion, vie parfaite contre vie parfaite. Pour profiter de ce rachat et obtenir la vie éternelle, il faut selon les Témoins de Jéhovah appartenir à leur organisation, qu'ils considèrent comme l’« Organisation de Jéhovah », et faire ce qu'ils comprennent comme étant la volonté divine,.
Le salut peut différer suivant les fidèles. Pendant des années, Dieu aurait choisi des humains pour vivre au ciel, afin de devenir rois et prêtres avec son Fils, ces fidèles sont appelés « oints », « 144 000 » (voir 144 000 (nombre)) ou « petit troupeau ». Depuis 1935, la majorité des Témoins de Jéhovah se verraient offrir la vie éternelle sur une terre paradisiaque. Ces fidèles sont appelés « la grande foule » en référence à un passage du chapitre 7 de l'Apocalypse.

### Eschatologie

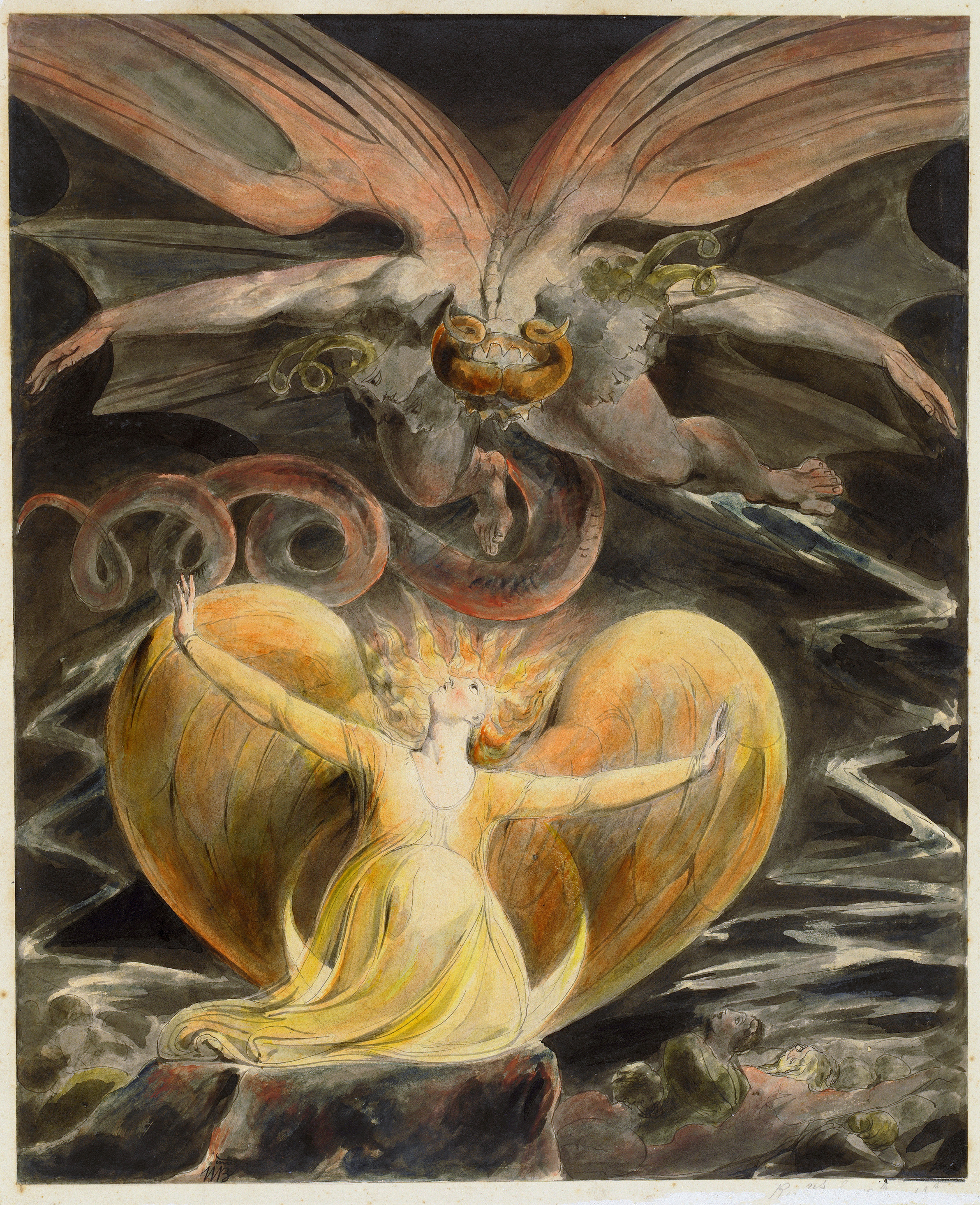
William Blake : Le Dragon rouge et la femme enveloppée de soleil (Apocalypse, 12).

Les Témoins de Jéhovah constituent un mouvement pré-millénariste. Ils pensent que, depuis 1914, Jésus règne au ciel après avoir précipité Satan et ses démons aux environs de la Terre et que, très bientôt, son règne s'étendra aussi sur Terre. Selon leurs calculs, l'année 1914 marque la fin du « temps des Gentils », période qui a duré 2 520 ans et qui a débuté lors de la destruction du premier temple de Jérusalem, qu'ils situent en 607 av. J.-C., contre l'avis des historiens qui la situent en 587-586 av. J-C.,.
Depuis, nous vivons aux « temps de la fin », terme tiré du livre de Daniel Chapitre 12, une période difficile caractérisée, d'après les Témoins de Jéhovah, par un ensemble d’événements d'intensité sans précédent : guerres, famines, séismes, ainsi que par une activité de prédication mondiale.
Bientôt, selon eux, Jéhovah détruira rapidement tous ceux qui refusent de se soumettre à sa volonté lors de la bataille prochaine d'Harmaguédon. Il supprimera en même temps tous les gouvernements terrestres existants. Ensuite commencera le règne du Christ, qui durera mille ans, et profitera alors à un monde libéré de l'injustice, de la guerre, de la maladie et de la mort. Jésus Christ sera secondé au ciel par un « petit troupeau de 144 000 oints » et dominera sur la « grande foule » restée sur Terre, ainsi que les morts graduellement ressuscités,. Cette nouvelle humanité devra alors se conformer aux lois divines, mettant à profit les mille ans pour retrouver la perfection humaine originelle.

### Place dans le christianisme
Selon la revue Réforme, l'importance que les Témoins de Jéhovah accordent à la Bible et à sa compréhension les rattache au protestantisme. Comme pour les adventistes du septième jour, leur eschatologie est en grande partie issue de l'adventisme de William Miller, même s'ils sont en fait plus proches des idées d'autres adventistes comme Georges Storrs et Nelson Barbour.
Les Témoins de Jéhovah sont restaurationnistes, c'est-à-dire qu'ils croient que Dieu a restauré le vrai christianisme par leur intermédiaire, lorsque Charles Taze Russell a initié le mouvement des Étudiants de la Bible. Ainsi, ils se considèrent comme les héritiers du Christianisme primitif, qu'ils affirment prendre comme modèle.

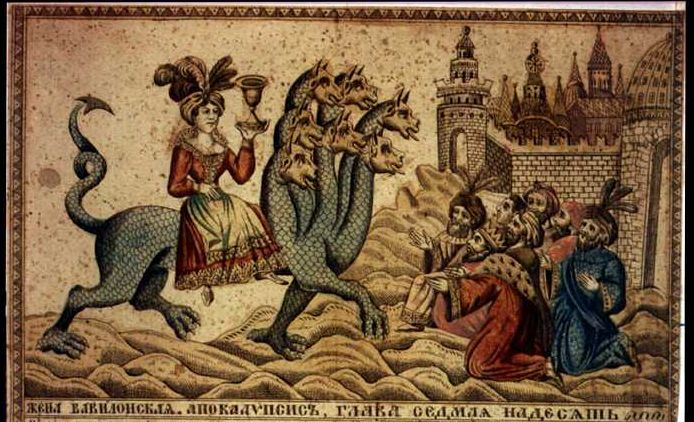
Gravure russe du XIXe siècle représentant la Grande prostituée chevauchant la bête à sept têtes (Apocalypse, 17).

Si le Collège central est considéré comme « l'esclave fidèle et avisé » mentionné dans l'Évangile selon Matthieu, à l'opposé le « mauvais esclave » représente les religions chrétiennes considérées comme apostates. Elles sont assimilées à « Babylone la Grande », la religion qui s'est pervertie et enrichie en se prostituant avec les rois de la Terre.
Les Témoins de Jéhovah considèrent qu'elles ont repris des pratiques païennes, comme la fête de Noël, l'adoration de la croix ou le culte des images, et qu'elles font partie de l’organisation de Satan. Le catholicisme est particulièrement visé, mais également par extension toutes les religions, car elles sont considérées comme éloignant les hommes de Dieu et les soumettant à l'influence de Satan,. Ainsi, les Témoins de Jéhovah attaquent vigoureusement toute forme de croyance religieuse ne partageant pas leur interprétation de la Bible,.

### Morale et vie familiale
Les Témoins de Jéhovah sont encouragés à respecter un code de pureté strict. La fornication, l'adultère et l'homosexualité sont considérés comme des péchés. Les jeux d'argent, l'idolâtrie et le spiritisme sont condamnés, tout comme la violence et ce qu'ils considèrent comme des « atteintes à la vie » comme l'avortement, les sports extrêmes, la drogue, l'ivrognerie et même le tabagisme. L'apostasie, c'est-à-dire le fait de rejeter tout ou partie de leurs croyances, est aussi considérée comme un péché grave.
Selon le sociologue Andrew Holden, la famille jéhoviste est de type patriarcale, c'est-à-dire que la femme se soumet à l'autorité de son mari, et les enfants à celle de leurs parents, même dans le cas où le mari n'est pas Témoin. Le divorce n'est possible qu'en cas d'adultère. Cependant, comme le note l'historien James Penton, ce terme a été interprété différemment au fil du temps. À partir de janvier 1972, il exclut de sa définition l'homosexualité et la zoophilie, pour être compris quelques mois plus tard comme concernant tous les rapports sexuels considérés comme illicites, incluant la sodomie et la fellation entre personnes mariées. Toutefois, à partir de 1978, les pratiques sexuelles entre personnes mariées ne sont plus légiférées.

## Pratiques

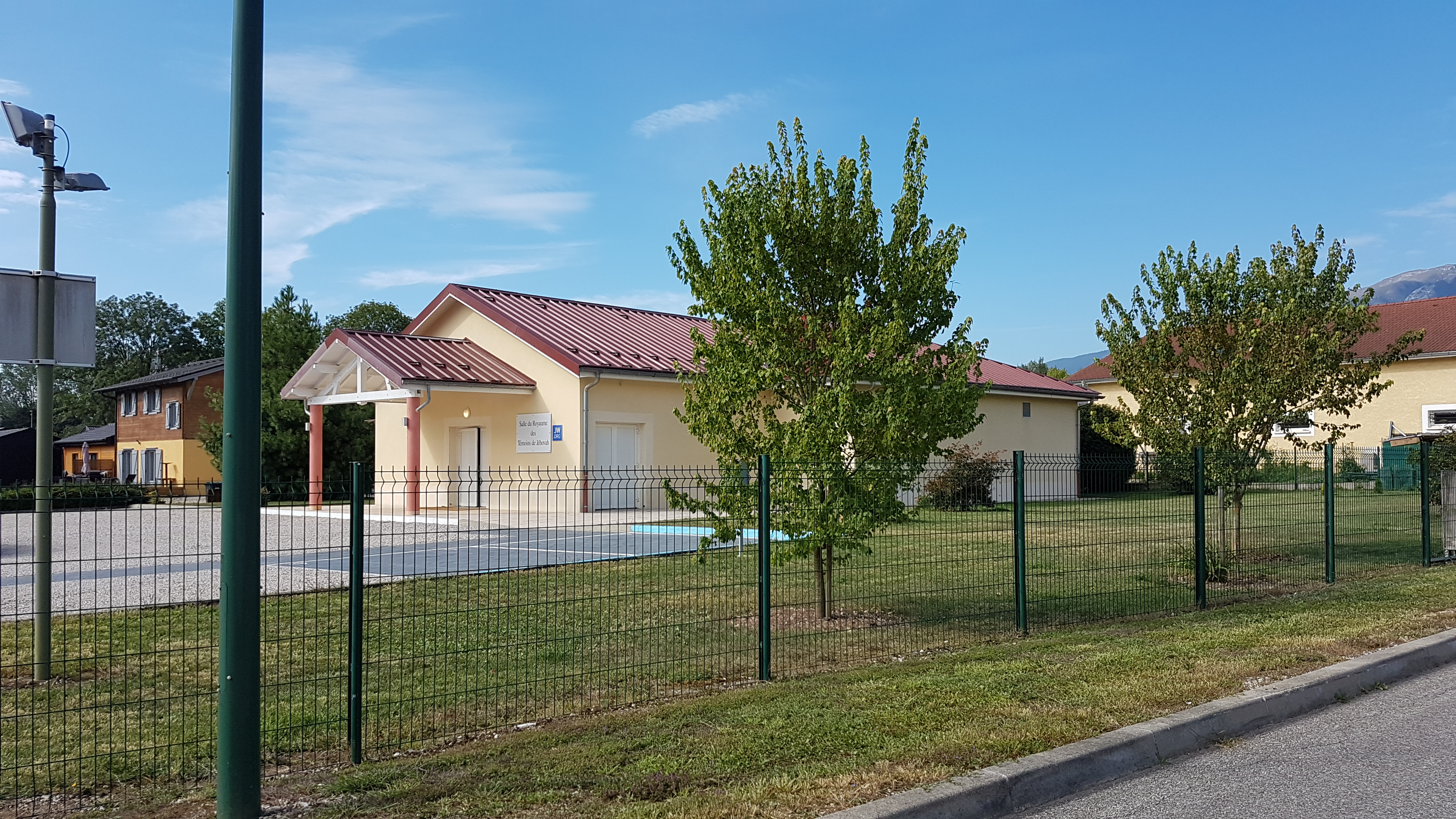
Salle du Royaume des Témoins de Jéhovah de Crozet, France

Le culte des Témoins de Jéhovah n'a pas développé d'art sacré. Il est essentiellement orienté vers l'acquisition de la doctrine par l'étude des publications de la Société Watchtower, qui présentent leur interprétation de la Bible, ainsi que vers la prédication.
La seule cérémonie est le « Mémorial de la mort du Christ », également appelé « Repas du Seigneur », commémoré annuellement à une date correspondant au 14 Nizan du calendrier juif (entre mars et avril). Durant cette cérémonie d'une heure a lieu un discours sur le sens de la mort du Christ pour l'humanité. Du pain et du vin symbolisant le corps et le sang du Christ circulent parmi les assistants. Toutefois, seuls les membres oints, qui sont considérées comme les derniers des 144 000, peuvent les consommer. En 2018, ils étaient 19 521.

### Lieu de culte et réunions

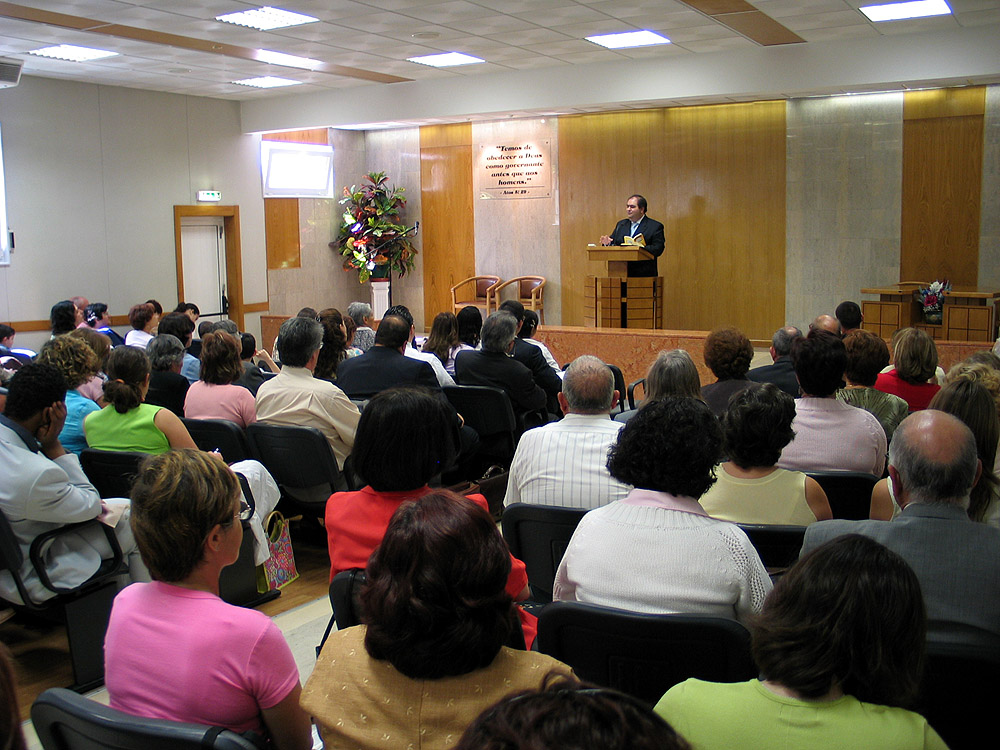
Réunion d'une congrégation.

La salle du Royaume est le lieu de culte des Témoins de Jéhovah. C'est un bâtiment ouvert au public, où se réunissent parfois plus d'une congrégation, et qui accueille généralement de 50 à 100 personnes à la fois. Elle n'est pas spécialement ornée et possède une architecture variable suivant les endroits, mais est avant tout conçue de manière à être fonctionnelle. Elle est généralement composée d'une grande salle dans laquelle le public se réunit pour écouter l'orateur, ainsi que d'une salle secondaire plus petite.
Les réunions de la congrégation ont généralement lieu dans les salles du Royaume. Elles ont pour but l'encouragement mutuel et « l'édification spirituelle » de chaque membre de la congrégation. Les publications du mouvement servent généralement de trames à celles-ci.
Ces réunions assurent la « formation » continuelle de tous, y compris celle des enfants, leur apprenant à connaître l'interprétation jéhoviste de la Bible et à l'utiliser tant dans leur vie personnelle que durant la prédication. Les réunions sont donc considérées comme fondamentales pour chaque Témoin de Jéhovah, qui est encouragé à y assister régulièrement.
Deux réunions se tiennent chaque semaine dans les congrégations et sont généralement réparties en deux séances plus particulièrement le week-end et en soirées. Les parties « Joyaux de la Parole de Dieu » (15 min), « Applique-toi au Ministère » (15 min) et « Vie Chrétienne » (40 min) se tiennent en général un soir de la semaine. Le discours public (30 min) suivi d'un examen d'un article d'étude de La Tour de garde (1 h) se déroulent pendant le week-end,.
À ces réunions hebdomadaires s'ajoutent trois assemblées annuelles, dont la durée varie entre un et trois jours, et qui rassemblent plus ou moins de fidèles suivant leur importance. Du plus petit rassemblement au plus grand, il existe des assemblées de circonscription, des assemblées régionales, et des assemblées internationales. C'est notamment lors de ces assemblées qu'ont lieu les baptêmes,.

### Activité de prédication

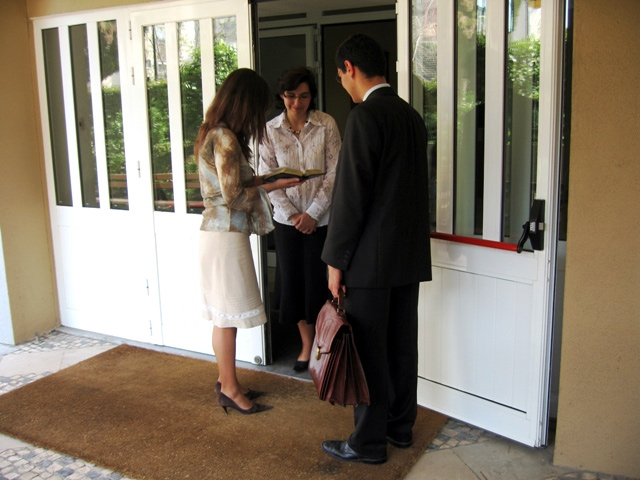
Témoins de Jéhovah prêchant de porte à porte.

L'activité de prédication, ou « prosélytisme », est considérée par les Témoins de Jéhovah comme étant une œuvre de salut.
Puisqu'ils croient que la fin de notre monde est très proche, il est essentiel pour eux d’avertir leurs contemporains, non seulement par amour du prochain, mais aussi pour éviter de se rendre coupable d'une « dette de sang ».
La proclamation de la « bonne nouvelle » constitue la principale activité des Témoins de Jéhovah. Ils la pratiquent sous plusieurs formes telles que le porte-à-porte, la prédication par téléphone, l'utilisation des présentoirs mobiles et tables d'exposition ou encore de façon informelle, dans les rues ou les marchés. Chaque membre est invité à participer aux activités de prédication dans sa vie quotidienne, notamment dans les cercles familiaux, amicaux et professionnels,.
Depuis l'époque de Knorr, la prédication est organisée de façon systématique, chaque congrégation ayant la responsabilité d'une zone géographique afin que chaque foyer soit averti au moins une fois. Ainsi, c'est la population dans son ensemble qui doit être abordée. Cependant, d'après Alain Vivien, les personnes socialement déstabilisées ou avec des difficultés familiales se montrent en général plus réceptives.
Les Témoins de Jéhovah sont encouragés à passer autant de temps que possible à cette activité, et doivent remplir chaque mois un « rapport du service du champ ». Se basant sur ces rapports, l'organisation publie chaque année le nombre d'heures qui a été consacré par les Témoins à la prédication, soit selon elle plus de 1,98 milliard en 2016. On estime que la moitié seulement des « conversions » intervenues aux États-Unis sont imputables à cette méthode, le reste venant principalement de l'engagement des enfants des adeptes.
L'efficacité de cette méthode a décru avec le temps. Selon les statistiques fournies par la société Watchtower, il fallait 1 630 heures de prédication pour parvenir à un baptême en 1970, 2 970 en 1990, et 5 450 heures en 2010,.

### Baptême

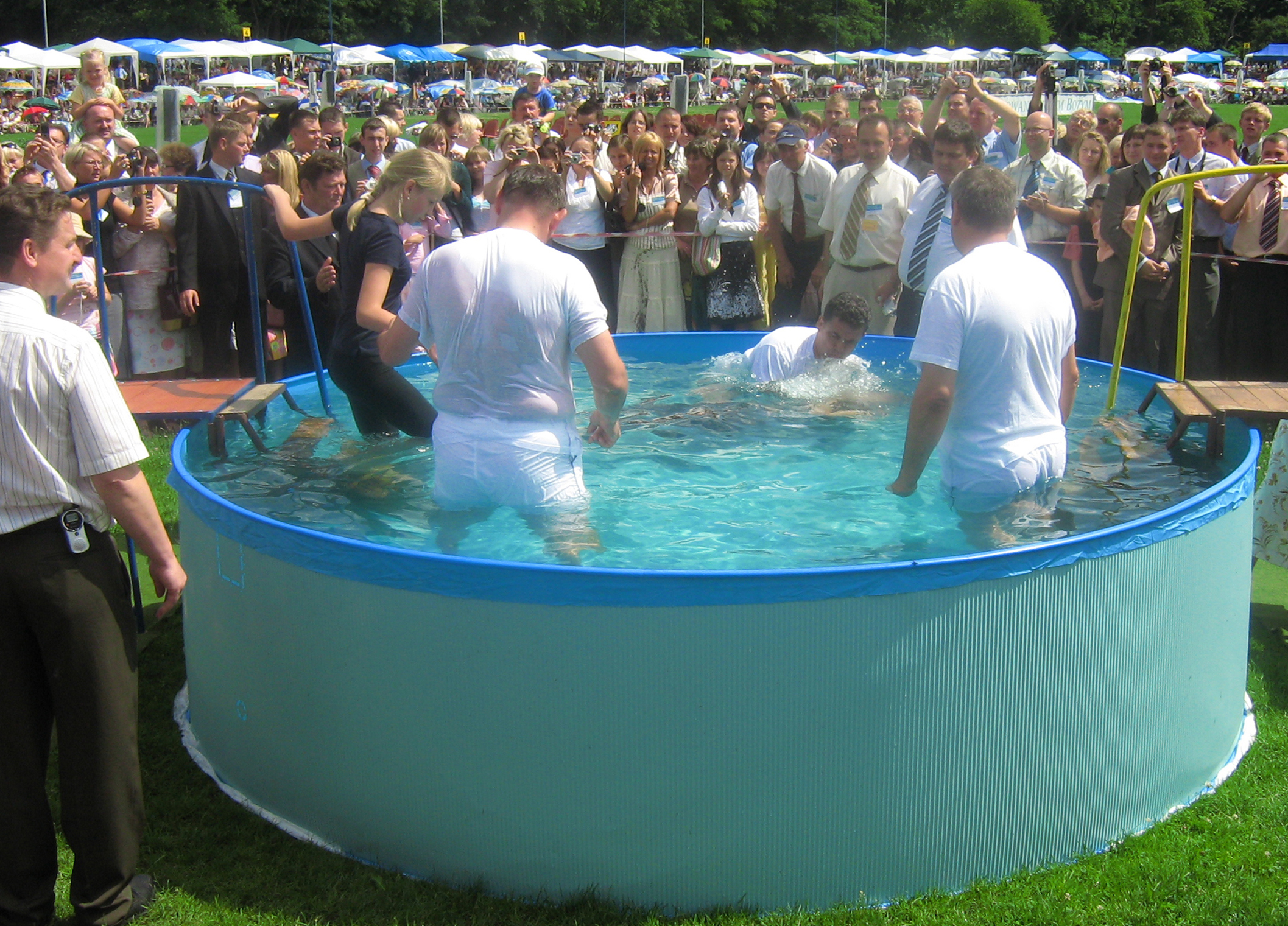
Baptême d'un Témoin de Jéhovah à Szczecin, en Pologne.

Le baptême représente pour les Témoins de Jéhovah une étape capitale dans leur engagement religieux. Il doit se faire en connaissance de cause, c'est pourquoi les Témoins de Jéhovah ne baptisent pas les bébés ou les petits enfants. Il est pour eux le seul moyen de vouer leur vie à Jéhovah et servir son organisation. Devenir un Témoin de Jéhovah actif et le rester est, selon eux, le seul moyen d'échapper à la destruction prochaine du monde actuel à Harmaguédon.
Pour se faire baptiser, le candidat doit en faire la demande aux anciens de la congrégation qu'il fréquente. Ceux-ci vont alors lui demander s'il s'est d'abord voué à Jéhovah dans la prière, vérifier sa connaissance des doctrines du mouvement, et s'assurer qu'il mène une vie conforme aux enseignements.
Le baptême a lieu en général lors des assemblées, où les candidats sont présentés à tous les participants. Ils sont ensuite conduits dans une piscine, où on les baptise par immersion complète.

### Refus de participer aux affaires du «monde»
Les Témoins de Jéhovah considèrent toutes les religions comme faisant partie de « Babylone la Grande » et les États comme étant, principalement depuis 1914, sous la domination de Satan. Selon eux, tous ces organismes disparaîtront lors de la bataille prochaine d'Harmaguédon. C'est pourquoi ils décident de ne pas se mêler à eux, ni de les soutenir de quelque manière que ce soit,.
Pour eux, la neutralité chrétienne est synonyme de non-interférence dans les affaires publiques : refus de servir dans les forces armées, de chanter un hymne national ou de saluer un drapeau, ni de se rallier, de militer ou de voter pour un candidat ou un parti politique,. Les lois humaines ne doivent être respectées que tant qu'elles n'entrent pas en conflit avec ce qu'ils considèrent comme des lois divines,.

### Discipline religieuse
Le souci de préserver la « pureté » des congrégations a particulièrement été mis en avant par l'organisation à partir des années 1950, époque à laquelle sont codifiées les règles d'excommunication. La dénonciation des fautifs est encouragée, et peut même entraîner une violation du secret professionnel,. Si cela s'avère nécessaire, les anciens peuvent aussi s'assurer, par des « visites pastorales » à son domicile, que chaque adepte vit conformément à la doctrine.
Les anciens doivent reprendre les « transgresseurs » et disposent pour cela de plusieurs mesures de discipline religieuse, en fonction de l'importance des fautes commises. La « notation » et la « réprimande » concernent tout Témoin de Jéhovah qui se conduit d'une manière déviante par rapport aux normes fixées par le mouvement. Il sera conseillé de limiter la fréquentation d'un tel individu pendant quelque temps, et il se peut que les anciens décident de suspendre sa participation à certaines activités cultuelles.
L'excommunication, qui est la mesure la plus radicale, est appliquée à un adepte qui commet ce qui est considéré comme un « péché grave » et ne se repent pas. Elle fait normalement suite à un « comité de discipline religieuse » conduit par plusieurs anciens. Cette mesure implique la coupure immédiate des liens spirituels, sociaux et affectifs entre l'excommunié et l'ensemble des fidèles de la congrégation, fussent-ils de sa propre famille,,,. La coupure totale avec le proche excommunié, qui inclut le refus de communiquer par téléphone et par e-mail, est présentée dans les publications jéhovistes comme un signe de sainteté, et l'injonction à la rupture comme un « commandement divin ». Les excommuniés ont seulement le droit d'assister aux réunions de la congrégation, mais ils sont évités et personne ne les salue,.

## Controverses

### Caractère sectaire

#### Analyse sociologique du caractère sectaire

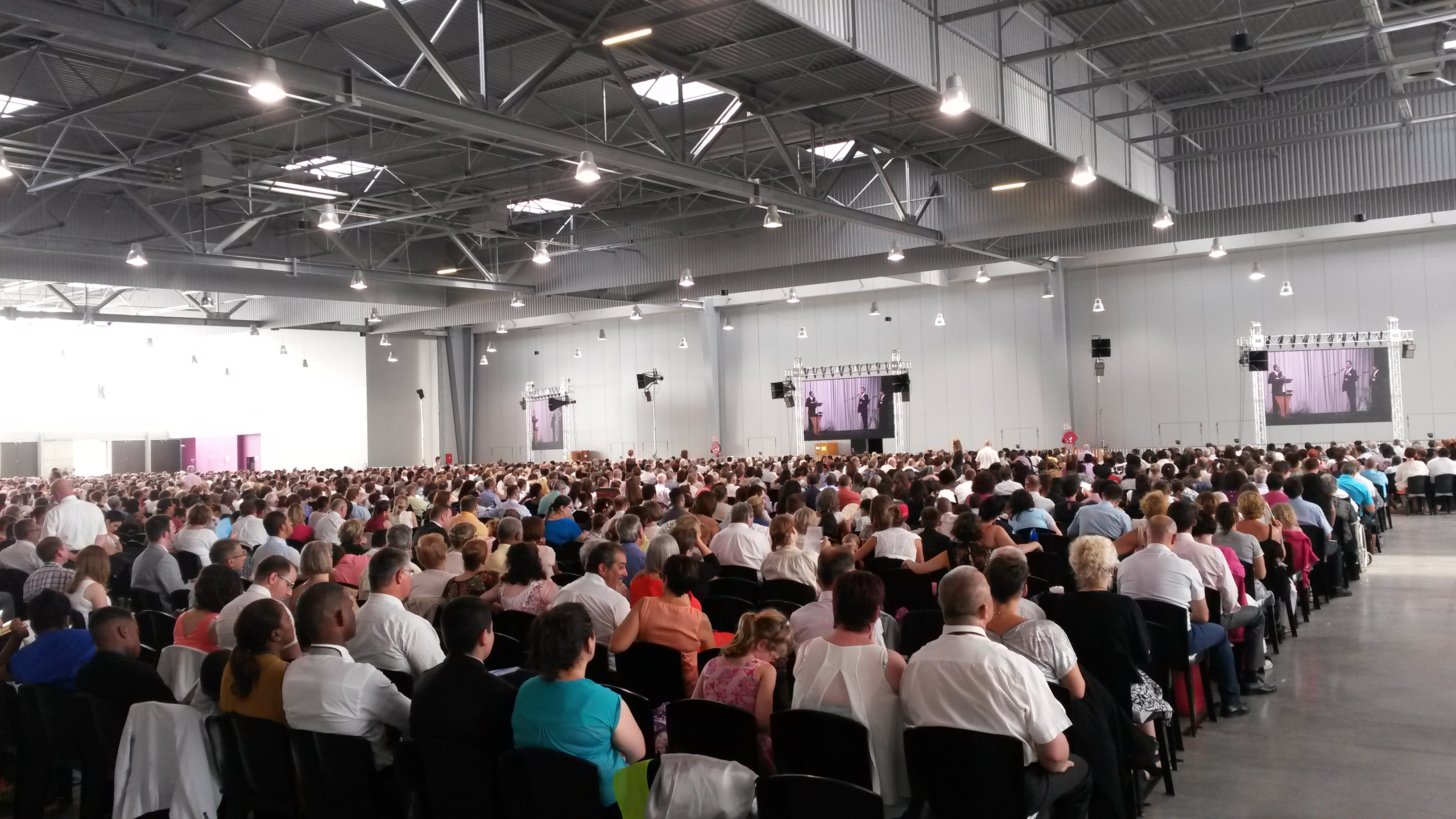
Assemblée régionale des Témoins de Jéhovah.

Les Témoins de Jéhovah constituent un des modèles utilisés par les sociologues actuels pour illustrer la typologie de Max Weber et Ernst Troeltsch, qui identifient comme caractéristiques sectaires essentielles la conversion (l'adepte entre dans la secte volontairement), le mode d'autorité (un sacerdoce universel de ses membres), la force de rupture (la secte prend ses distances avec la politique et la culture du monde) et la routinisation (au fil du temps, le groupe prend sa place dans la société). Le modèle webero-troeltschien, qui se fonde sur l'observation des scissions internes au protestantisme, établit « les termes de la tension originelle qui définit dialectiquement » l'Église et la secte, deux formes typiques de la communalisation qui ne peuvent être pensées l’une sans l'autre.
L'historien Bernard Blandre explique qu'« en enlevant à ce mot toute nuance péjorative, [les Témoins de Jéhovah] correspondent à la définition sociologique de la secte » et précise en 1987 qu'ils n'aspirent pas à devenir une Église. Selon lui, les sociologues envisagent une secte comme « un groupement volontaire de croyants dans lequel on entre délibérément et en toute connaissance de cause », caractérisée par un objectif commun accompagné d'un engagement poussé demandé aux adeptes, un idéal de pureté, une importance limitée accordée à la théologie, et une hostilité au monde. Elle est fortement structurée mais est régulièrement remise en cause par ses membres, ce qui peut occasionner des schismes. Blandre retrouve chacune de ces caractéristiques chez les Témoins de Jéhovah, qu'il décrit comme typiques de ce qu'on appelle en sociologie une « secte passive »,.
Le sociologue James A. Beckford identifie comme des caractéristiques majeures du mouvement l’historicisme (identifier un événement historique comme étant le reflet de la volonté de Dieu), l’absolutisme (la conviction que la Watchtower dispense la Vérité absolue), l’activisme (la capacité de motiver ses membres pour s'engager dans des activités missionnaires), le rationalisme (la conviction que la doctrine des Témoins de Jéhovah a une base rationnelle malgré ses mystères), l’autoritarisme (la présentation rigide des règles sans permettre la moindre critique) et l’indifférence par rapport au monde (le rejet de certaines obligations civiles et de certains traitements médicaux).
Beckford propose d'autres caractéristiques qui sont la prédisposition à des frictions avec les autorités politiques, la répugnance à coopérer avec d'autres organisations religieuses, un haut taux de « turnover », un taux relativement bas de changements doctrinaux, et une stricte uniformité de croyances parmi ses membres. En outre, il qualifie l'organisation de « totalitaire », caractérisée par une direction très sûre d'elle-même, des objectifs très spécifiques et ciblés, un contrôle permanent impliquant une demande toujours plus forte en temps et en énergie de la part de ses membres, et un contrôle de la qualité des nouveaux membres.
Le sociologue Bryan Wilson précise qu'à l'instar d'autres « sectes chrétiennes », le mouvement jéhoviste « est en tension avec la société dans son ensemble », qu'il « impose de passer des tests à ceux qui désirent rejoindre le groupe », qu'il « impose une discipline ferme, contrôlant les croyances et les habitudes de vie de ses membres et prévoyant des sanctions pour ceux qui en dévieraient, incluant la possibilité d'une expulsion » et qu'il « demande un engagement soutenu et total de ses membres et la subordination, voire la totale exclusion, de toute autre activité ». Cette tension avec la société est l'unique critère de la typologie de Stark et Bainbridge, et selon ces derniers, elle atteint un niveau « extrême » concernant les Témoins de Jéhovah.
Depuis la fin des années 1990, des évolutions ont donné à penser aux sociologues que le mouvement s'engageait vers une sortie de la logique sectaire. En effet, les Témoins de Jéhovah ont entamé un dialogue avec certains États quant à leur statut, l'objection de conscience ou les alternatives aux transfusions sanguines. Bernard Blandre estime toutefois que cette impression est contredite en 2006 par la réaffirmation de leur détermination à « ne pas faire partie du monde ».

#### Caractère sectaire au sens commun
Plusieurs anciens Témoins de Jéhovah font état de dérives sectaires. Raymond Franz, ancien membre du Collège central, accuse ce dernier de faire preuve d'autoritarisme et de refuser d'accorder la liberté d'expression aux adeptes. Il ajoute que le Collège central incite à séparer les familles et briser des amitiés, à la suite des conséquences des excommunications. Alan Rogerson présente ses anciens coreligionnaires comme des personnes endoctrinées dont les croyances et les pensées sont formées par la société Watchtower. Il précise que le Témoin récemment converti doit se conformer immédiatement à toutes les doctrines de la société, ce qui implique que ses croyances personnelles soient progressivement éradiquées s'il reste dans le mouvement. Heather et Gary Botting font remarquer quant à eux que la plupart des Témoins, bien que capables de pensées intelligentes et raisonnées, ont délégué la direction de leurs vies à l'organisation afin d'obtenir le paradis. Ils délèguent toute responsabilité et droits concernant leur vie privée, laissant ainsi la société Watchtower penser à leur place. Cela s’est illustré lors de la campagne forcée de vaccination contre la Covid-19. Alors qu’une forte proportion des Témoins de Jéhovah étaient hostiles à la vaccination en général, la quasi totalité, plus de 90%, des Témoins de Jéhovah ont obéi au Collège central en acceptant d’aller à l’encontre de leur propre conscience.
En France, la Mission interministérielle de vigilance et de lutte contre les dérives sectaires (Miviludes) exerce une vigilance à l’égard des Témoins de Jéhovah, en raison de signalements de dérives sectaires qu’elle reçoit régulièrement de la part d’anciens membres ou de proches des membres de cette communauté. En septembre 2018, interrogé sur le fait que le reniement d'un proche excommunié du mouvement puisse constituer une pratique typique d'un mouvement sectaire, Serge Blisko répond : « Oui, d'un mouvement intégriste, d'un mouvement où la dérive sectaire a pris le pas sur la réflexion et sur l'amour familial ».
Cependant, la Miviludes a été condamnée le 14 juin 2024 par le tribunal administratif de Paris à retirer plusieurs passages de son rapport d'activité 2018-2020 sur les témoins de Jéhovah, estimant qu'elle avait commis une «erreur de fait» en les accusant de dissuader leurs membres de faire appel à la justice et de décourager les enfants à poursuivre des études longues.
Le 11 juillet 2025, une nouvelle décision du tribunal administratif de Paris enjoint le ministère de l'Intérieur à supprimer certains passages du rapport annuel 2021 de la Miviludes. 

### Conséquences de l'excommunication
Comme les Témoins de Jéhovah limitent leurs relations avec les gens du monde extérieur, la majorité des excommuniés se retrouvent très seuls, la mesure d'excommunication impliquant la coupure totale avec les adeptes, qu'ils soient amis ou de la famille. Certains deviennent donc dépressifs, voire suicidaires,. Dans bien des cas, ils sont donc contraints de tout faire pour réintégrer le mouvement, principalement pour retrouver un milieu familial et social. Une publication de 2012 présente d'ailleurs comme un exemple à suivre une famille ayant rompu tous les liens avec un de leurs membres excommunié, ce dernier admettant, une fois revenu dans le groupe, que la souffrance de ne plus voir ses proches avait été un facteur essentiel à sa demande de réintégration,.
Les ex-Témoins de Jéhovah qui témoignent publiquement de leur expérience dans ce mouvement rapportent que les contacts avec leur famille Témoin de Jéhovah sont rendus très difficiles, allant parfois jusqu'à la rupture totale de tout contact, y compris dans des circonstances exceptionnelles comme un mariage ou un décès,. Le sociologue Andrew Holden explique que ceux qui décident de quitter le mouvement « n'ont que rarement l'occasion d'en sortir avec dignité. Non seulement leur départ est annoncé depuis le podium, mais ils sont aussi condamnés comme s'ils étaient malades mentalement ou apostats ».
Cette pratique de rupture est dénoncée par la MIVILUDES comme étant une déviance sectaire. La mission interministérielle précise dans son rapport de 2017 avoir reçu des « témoignages extrêmement poignants sur le chantage et la souffrance que représente l'interdiction absolue pour tous les membres de la communauté, y compris les plus proches parents, de maintenir des relations avec un adepte qui souhaite quitter le mouvement. Celui-ci est alors considéré comme un apostat. Des parents écrivent ainsi à leur fille de 20 ans, qui a cessé de partager certaines croyances ou pratiques du mouvement et a été excommuniée, une lettre type annonçant qu'ils rompent tout contact avec elle. Certains jeunes témoignent qu'ils ont hésité longtemps face à la menace de l'excommunication ». Le rapport note aussi que « l'obligation de fuir la fréquentation d'une personne excommuniée [...] correspond à une diabolisation et à une intolérance à la liberté des choix individuels », citant un témoignage qui explique que « cette discrimination n'est pas une attitude individuelle mais un précepte théorisé et officiel du mouvement ».
De même, en septembre 2018, Serge Blisko, alors président de cet organisme, explique que le reniement de la part de la famille adepte en cas d'excommunication est fréquent chez les Témoins de Jéhovah, expliquant : « Nous l'avons très souvent entendu de la part de jeunes qui sont sortis du mouvement et pour qui la plus grande douleur, c'est justement ce qu'ils appellent cette excommunication. Des jeunes nous ont décrit leur désarroi, leur peine, leur souffrance, de rencontrer dans une ville [...] leurs parents, de passer sur le même trottoir, et ils [...] ne les regardent pas. C'est horrible. ».
En mars 2021, les Témoins de Jéhovah sont condamnés par le tribunal correctionnel de Gand, en Belgique, à une amende pour « incitation à la discrimination et à la haine ou à la violence contre d’anciens membres de la communauté ». En juin 2022, ils sont acquittés en appel, mais certains plaignants envisagent de se pourvoir en cassation.

### Rejet des transfusions sanguines

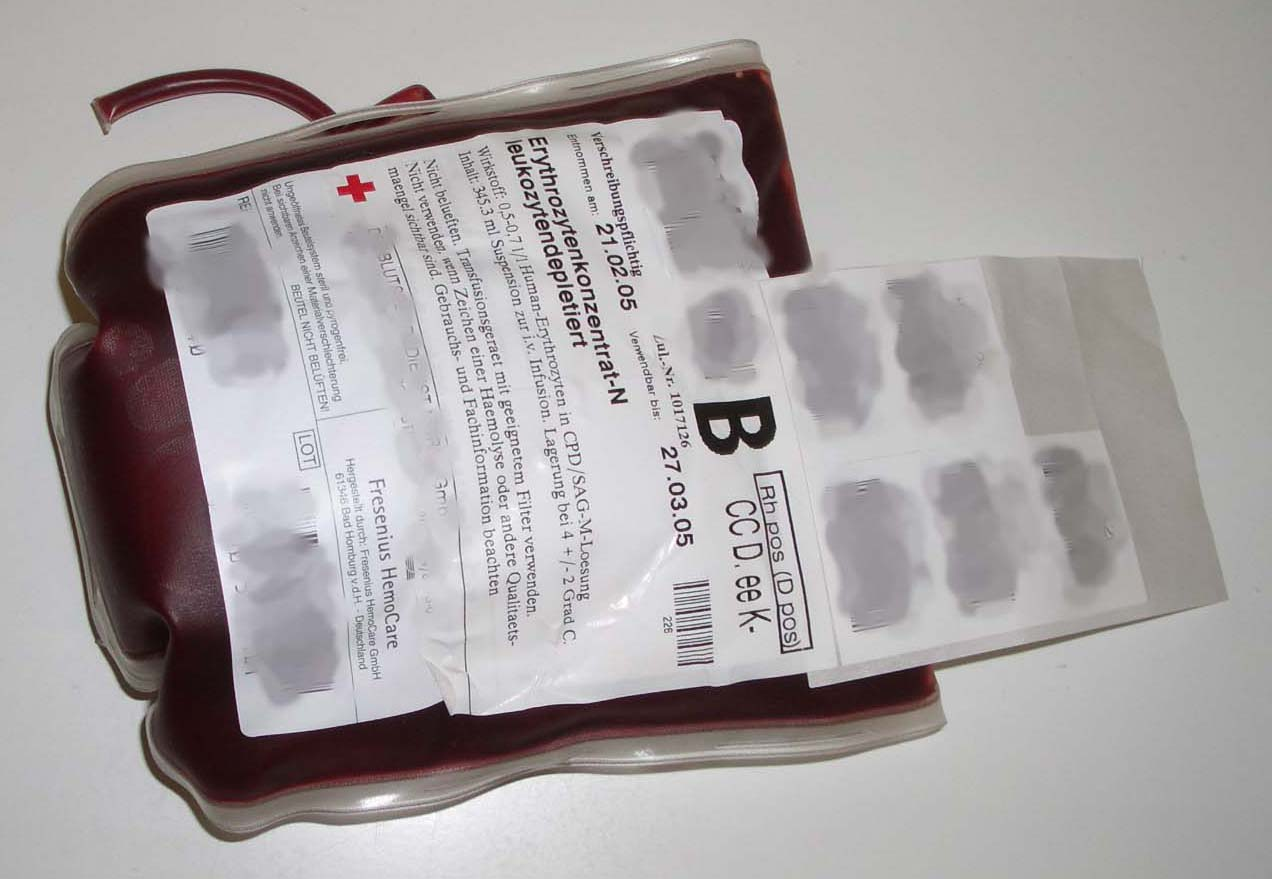
Les Témoins de Jéhovah refusent les transfusions sanguines.

Historiquement, les Témoins de Jéhovah ont toujours refusé de manger des aliments faits principalement à partir de sang. De plus, ils se sont aussi méfiés de certaines pratiques médicales, telles que la vaccination,,. Cette méfiance n'est plus d'actualité aujourd'hui, les Témoins de Jéhovah faisant désormais confiance à la médecine traditionnelle. Toutefois, les transfusions de sang, qui étaient vues favorablement sous la présidence de Rutherford, ont été interdites à partir de 1945,. Ainsi, les Témoins qui acceptent sciemment les transfusions pour eux ou pour leurs enfants, et ce même lorsque le pronostic vital est engagé, commettent un péché et sont excommuniés s'ils ne se repentent pas,. Des exceptions sont toutefois admises depuis les années 1980 concernant le cas des hémophiles.
Depuis qu'ils les refusent, les Témoins de Jéhovah font valoir que les transfusions sanguines ne sont pas exemptes de risques et affirment que « de nombreux médecins ont reconnu que l’adhésion des Témoins aux normes bibliques les a avantagés sur le plan médical ». Cela n'est cependant attesté par aucune étude indépendante. De plus, ces solutions alternatives ne sont envisageables que « dans le cadre strict de la chirurgie programmée, sous certaines conditions définies », alors que « dans le cadre de l'urgence, il n'existe pas aujourd'hui de produits disponibles en alternative à la transfusion de globules rouges ».
Il n'existe pas de statistique officielle recensant le nombre de décès de Témoins de Jéhovah par refus de transfusion sanguine. Toutefois, le Journal of the American Medical Association du 5 février 1997 publie la recension d'un ouvrage rédigé par un ex-Témoin de Jéhovah qui affirme que des milliers de décès en découleraient.
Selon un article du journal Le Monde du 28 octobre 2001, les responsables du mouvement en France ont reconnu en 1999 que chaque année un Témoin sur 300 se trouvait confronté au problème de la transfusion, et que dans pas moins de 15 cas les transfusions étaient nécessaires. Une analyse dans quatre hôpitaux de Nouvelle-Zélande sur une dizaine d'années, comparant les patients transfusés de ceux qui, Témoins de Jéhovah, ne l'étaient pas, a montré que les premiers risquaient dix fois moins de mourir ou d'avoir des complications cardiaques, neurologiques ou infectieuses que les patients Témoins de Jéhovah.
Dans des domaines particuliers, notamment lorsqu'une femme est enceinte, plusieurs études dans différents pays démontrent le danger de la position des Témoins de Jéhovah. Une étude anglaise sur les causes de mortalité des femmes en couches démontre qu'entre 1994 et 1996, le taux de mortalité des femmes Témoins étaient de 1 pour 1 000, soit bien plus que le taux général de 1 pour 100 000. Une étude américaine expliquait que les femmes Témoins avait un risque 44 fois plus élevé que la moyenne de mourir à l'accouchement à l'hôpital du Mont Sinaï de New-York. En 2006, une étude hollandaise indiquait un risque de mortalité de 14 pour 1000 chez les patientes Témoins de Jéhovah contre 4,5 pour 1000 pour le reste de la population. Seules les interventions de chirurgie cardiaque comportent un risque quasiment équivalent entre les traitements proposés aux Témoins de Jéhovah et les traitements classiques avec transfusion sanguine,.

### Isolement social
Les Témoins de Jéhovah sont encouragés à se tenir « séparés du monde », qu'ils considèrent comme mauvais et voué à disparaître bientôt. Cette séparation implique que les relations avec ceux qui ne sont pas Témoins, fussent-ils de la famille proche, sont réduites au minimum. Un Témoin de Jéhovah qui suit les conseils donnés par la société Watchtower, ne fréquente pas un non Témoin de Jéhovah,,. Selon Bernard Blandre, si le fidèle est souvent un bon travailleur et un bon voisin, il n'empêche que ce comportement ne résulte pas d'une volonté d'intégration dans la société, mais du « respect d'obligations religieuses », voire d'une « stratégie liée au prosélytisme » visant à donner une impression positive car, conclut-il, sur ce point, « les Témoins de Jéhovah restent en effet une secte ».
De plus, les Témoins de Jéhovah ne fêtent ni les anniversaires, ni les fêtes religieuses comme Noël ou Pâques, ni d'autres fêtes comme le Nouvel an ou Halloween, ni les fêtes patriotiques,. Il ne leur est pas interdit d'organiser des fêtes et de s'amuser lors de mariages, d'anniversaires de mariage, ou de sorties récréatives, mais le cadre de ces divertissements est fortement contrôlé,.
Les lectures ou les émissions qui pourraient pousser à l'immoralité ou la violence, ou même qui font simplement référence à la magie,,, ou qui pourraient introduire des doutes comme la philosophie, doivent être proscrites. Les adeptes sont aussi encouragés à limiter l'utilisation d'Internet et des réseaux sociaux, qui sont considérés comme dangereux,. En fait, tout contact avec des idées contraires à celles promues par la société Watchtower est prohibé.
La société Watchtower interdit à ses adeptes toute remise en cause de ses doctrines ou de ses conseils, et même d'entrer en contact avec des raisonnements critiques. Chacun est encouragé à faire confiance à l'organisation, comme s'agissant de celle de Dieu lui-même,,.

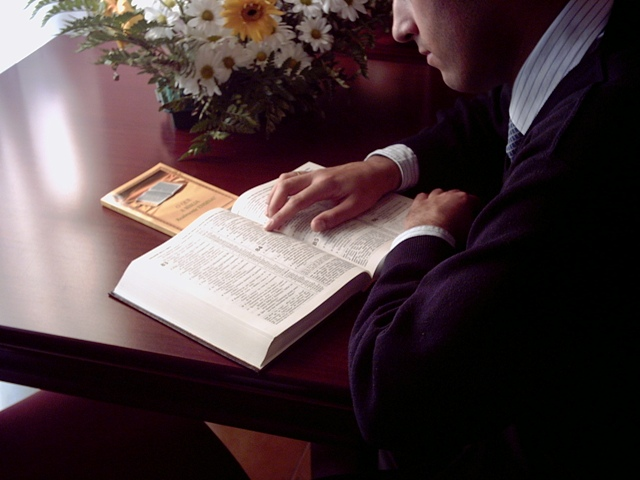
Les Témoins de Jéhovah doivent étudier les publications de la société Watchtower, lesquelles renferment son interprétation officielle de la Bible.

Le temps réservé de façon hebdomadaire aux réunions et à leur préparation, ainsi qu'aux activités liées à la prédication, laisse de toute façon aux Témoins de Jéhovah peu de temps pour les loisirs,. Cependant, s'ils ont été encouragés par le passé à renoncer à faire de longues études ou à suivre une carrière profane, et ce afin de se consacrer « entièrement à Jéhovah »,, cette pratique n'est plus d'actualité dès 2018.
Pour les Témoins de Jéhovah, cette « séparation du monde mauvais » est perçue de manière positive et sécurisante. Ils ont ainsi l'impression de se trouver parmi le « peuple de Dieu », à l'abri d'un monde corrompu et voué à l'échec. La contrepartie est la peur de l'excommunication, qui rejette toute personne déviant des principes fixés par l'organisation.

### Traduction de la Bible
Plusieurs spécialistes, incluant Bruce Metzger, professeur et membre d'un comité de rédaction biblique, affirment que certains passages de la Traduction du Monde Nouveau sont biaisés pour promouvoir les pratiques et les doctrines du mouvement,,,. Un exemple notoire est l'article indéfini et la minuscule en français de "un dieu" en Jean 1,1: "la Parole était un dieu", au lieu de l'habituel: "la Parole était Dieu",.
Jason BeDuhn, professeur d'études religieuses à la Northern Arizona University, considère quant à lui que bien que la traduction des Témoins de Jéhovah ne soit pas sans erreurs, elle émerge néanmoins comme une traduction remarquablement bonne comparée à d'autres. Cette revue positive de la Bible des témoins de Jéhovah a été fortement critiquée par Thomas Howe, professeur de la Bible et des langages bibliques, qui, tout en démontant un à un les arguments de BeDuhn, affirme que le principal but de ce dernier est de nier la divinité du Christ.
La critique la plus courante chez la grande majorité des spécialistes, incluant Jason BeDuhn, concerne l'introduction du nom de « Jéhovah » dans le Nouveau Testament,,,,.

### Gestion des affaires de pédocriminalité
Certains ex-Témoins de Jéhovah, ainsi que des tribunaux et des commissions d'enquête accusent les Témoins de Jéhovah de promouvoir une politique qui encourage les adeptes victimes d'abus sexuels à ne pas s'en plaindre aux autorités compétentes. Ainsi, plusieurs victimes de tels abus affirment avoir été incitées au silence par des anciens de leur congrégation, afin de ne pas porter préjudice au coupable et à l'organisation,. Barbara Anderson, une ex-adepte ayant travaillé au siège mondial, constate que de nombreuses affaires de pédocriminalité sont étouffées en interne, la politique du mouvement décourageant les Témoins de Jéhovah ayant connaissance des faits de porter plainte contre leurs coreligionnaires. William H. Bowen, un autre ex-adepte, constate le même genre de dérives, ce qui le pousse à créer le site internet SilentLambs (« agneaux silencieux ») dans le but d'aider les victimes et de dénoncer les coupables,.
En 2013, en Australie, la commission royale sur les réponses institutionnelles aux abus sexuels sur les enfants (en), mise en place à la suite des scandales de pédocriminalité au sein de l’Église catholique, a découvert qu'en ce qui concernait les Témoins de Jéhovah, mouvement qui revendiquait 68 000 membres en 2013, plus de 1 006 affaires d'abus sur enfants avaient été traitées en interne, sans en informer les autorités compétentes depuis le début des années 1950. Sur ce nombre, 401 furent excommuniés, mais la moitié furent réintégrés dans la religion après coup. 35 furent même excommuniés et réintégrés plusieurs fois. 135 affaires ne furent jamais examinées, car il n'y avait pas deux ou trois témoins pour accréditer les accusations.
Aux États-Unis, la justice a condamné à plusieurs reprises les Témoins de Jéhovah pour leur politique de non-dénonciation des pédo-criminels aux autorités compétentes. En juin 2012, la Cour supérieure du comté d'Alameda, en Californie, a condamné la société Watchtower à verser environ 24 millions de dollars de dommages à la plaignante, Candace Conti, qui a subi des abus sexuels d'un témoin de Jéhovah pendant plusieurs années sans que la justice ne soit saisie. En avril 2015, le montant a été ramené par une cour d'appel à 2,8 millions de dollars, considérés comme des dommages compensatoires.
En octobre 2014, plusieurs poursuites judiciaires pour abus sexuel sont entamées aux États-Unis contre les Témoins de Jéhovah, qui sont accusés de les avoir passés sous silence. Le même mois, la société Watchtower de New York est condamnée pour des faits similaires et doit payer cette fois 13,5 millions de dollars au plaignant,. En 2016, cette sanction financière est annulée en appel, mais la Watchtower est alors contrainte de produire des données internes relatives à son suivi des affaires de pédocriminalité, sous peine de devoir payer une nouvelle amende,. Le 24 octobre 2019, la société Watchtower n'ayant toujours pas produit les documents demandés ni communiqué la liste des témoins de Jéhovah connus pour des actes de pédocriminalité, la Cour suprême des États-Unis confirme l'amende de plus de 4 millions de dollars qui lui a été infligée précédemment.